# 블루 프린스
블루 프린스(Blue Prince)는 도구밤(Dogubomb)이 개발하고 로 퓨리가 배급한 전략, 퍼즐, 로그라이크 요소가 가미된 퍼즐 어드벤처 게임이다. 2025년 4월 10일 플레이스테이션 5, Windows, Xbox Series X/S 시스템으로 출시되었다.
이 게임은 플레이어가 매일 변하는 저택의 방들을 탐험하도록 도전한다. 이는 새로운 방을 나타내는 무작위 카드 드래프트를 통해 저택의 방을 즉석에서 건설하는 방식으로 표현되며, 초기 목표는 숨겨진 46번째 방에 도달하는 것이다. 또한, 저택에는 플레이어가 풀 수 있는 전설과 기타 미스터리가 포함되어 있으며, 초기 목표를 넘어서 확장될 수 있는 퍼즐 스레드를 남긴다.
블루 프린스는 1인 개발자 톤다 로스가 8년에 걸쳐 개발했다. 로스는 크리스토퍼 맨슨의 삽화 책 Maze: Solve the World's Most Challenging Puzzle과 드래프트를 특징으로 하는 기타 퍼즐 책 및 보드 게임에서 영향을 받았다.
이 게임은 출시 후 비평가들의 호평을 받았다.

## 게임 플레이
플레이어는 사망한 그의 삼촌 허버트 S. 싱클레어 소유의 저택인 홀리 산장(Mt. Holly Estate)을 유산으로 물려받은 사이먼 P. 존스(Simon P. Jones)의 역할을 맡는다. 허버트의 유언장에 있는 한 가지 조건은 사이먼이 유산을 확보하기 위해 저택 내의 숨겨진 46번째 방을 찾아야 한다는 것이다. 하루 안에 그 방에 도달하지 못하면 사이먼은 다음 날부터 다시 수색을 시작해야 한다. 밤새 저택의 구조가 재배열되기 때문이다. 46번째 방을 발견하는 것이 게임의 주요 목표이지만, 플레이어는 아동 문학 작가 매리언 마리골드(Marion Marigold)의 실종과 같이 저택과 관련된 다른 미스터리도 발견할 수 있다.
저택은 9행 5열의 45개 방 타일 격자로 표현된다. 매일 같은 위치에 유지되는 방은 두 개뿐이다. 플레이어가 시작하는 입구 홀과 지도의 반대편에 있는 46번째 방으로 연결되는 현관이다. 새 방의 문을 열면 플레이어는 세 개의 무작위로 선택된 평면도 중 하나를 인접한 공간에 배치하여 해당 방을 드래프트하도록 요청받는다. 그러나 새 방의 문과 벽은 이미 배치된 방과 일치해야 하며, 여러 방은 막다른 골목이다.
방을 배치할 때 플레이어는 방의 내용에 대한 정보를 받는다. 여기에는 열쇠(다른 방의 잠긴 문을 여는 데 사용), 보석(특정 평면도를 구매하는 데 사용), 동전(음식과 도구를 구매하는 데 사용), 그리고 특정 방의 공간에 접근하는 데 도움이 되는 도구가 포함될 수 있다. 방에는 퍼즐도 포함될 수 있으며, 일부는 방 자체에 국한되지만 다른 퍼즐은 답을 추론하기 위해 여러 방을 검색해야 한다. 방은 배치된 격자의 행에 따라 다른 등급을 가지며, 높은 등급의 방은 더 복잡한 퍼즐이나 더 많은 보상을 제공한다.
한 방에서 다른 방으로 이동하는 데는 "걸음"이 하나씩 소모된다. 플레이어는 매일 50걸음으로 시작하지만, 음식 아이템을 먹고 침실에 들어가면 보충할 수 있다. 플레이어가 걸음을 모두 소진하거나 더 이상 진행할 수 없다고 판단하면, 밤에는 저택을 떠나야 하며 수집한 모든 물건을 포기해야 한다. 아이템을 다음 실행으로 가져갈 수 있는 방법과, 실행 시작 시 추가 걸음, 보석 또는 동전을 제공하는 영구적인 업그레이드를 얻는 방법이 있다. 플레이어는 저택의 더 큰 퍼즐에 대한 지식도 유지하며, 메모를 하도록 권장된다. 플레이어가 46번째 방에 처음 성공적으로 도달하면, 다음 실행을 위한 도전 과제를 잠금 해제하고, 완료된 도전 과제를 나타내는 트로피를 수집할 수 있다.

## 줄거리
게임은 사이먼 P. 존스(Simon P. Jones)가 마운트 홀리 영지(Mt. Holly Estate)에 도착하여 야외에 천막을 치는 것으로 시작된다. 플레이어에게 명시적으로 언급되지는 않지만, 이 영지는 모라 행성의 수많은 도시 국가 중 하나인 펜 아리에스(Fenn Aries) 영역에 위치하며, 로 판타지와 평행 우주가 특징이다. 겉보기에는 지구와 비슷하지만, 기술적 측면에서 큰 차이점은 비행선이 흔한 교통수단으로 사용되고, 시공간적 수준에서 개별 방을 구현하고 해체할 수 있는 "제도(drafting)"라는 건축 기술이 존재한다는 점이다. 사이먼이 영지를 돌아다니면서 세계 역사의 다양한 단서를 볼 수 있다. 일반적으로 검열되었지만, 비밀 원본 역사책은 이 영역의 과거를 설명한다. 한때 평화로웠던 오린다 아리에스(Orinda Aries) 영역(그 세계의 왕족의 이상형 또는 천사의 이름을 따서 명명됨)은 데실레트 3세(King Desilets III)의 서민들에 대한 관대함에 반대했던 펜(Fenn)과 오리스(Oris) 도시의 귀족들이 이끈 봉기, 즉 펜서렉션(Fennsurrection)으로 전복되었다. 파괴 전쟁(War of Ruin) 이후, 매우 인기가 없었던 데실레트 4세(Desilets IV)는 망명을 강요받았고, 반역자 테스킨(Teskin) 장군은 펜 아리에스라는 이름으로 권위주의 정권을 세웠다. 오린다 아리에스 문장의 원래 검은색은 빨간색으로 바뀌었다.
이것은 사이먼의 어머니이자 필명 매리언 마리골드(Marion Marigold)로 글을 썼던 아동 문학 작가 메리 존스(Mary Jones)의 실종을 해결하는 근거가 된다. 메리는 정부의 억압, 특히 사이먼의 어린 시절 빨간색에 대한 집착에 관한 책인 "빨간 왕자"의 검열에 분노했다. 그 책의 끝에서 사이먼이 푸른 하늘을 보는 장면은 정치적 성명으로 간주되었다. 메리는 오린다 아리에스 복원주의 레지스탕스 단체인 검은 물의 아이들(Children of Black Water)에 합류했다. 대규모 강도 사건으로 오린다 아리에스의 루비 왕관을 훔친 후, 그녀는 언젠가 사이먼이 단서를 발견하기를 바라며 나라를 떠났다. 싱클레어는 강도 사건의 공범이었으며, 나중에 방 46에서 훔친 편지를 이용해 영지의 불만을 품은 정원사 데니 레베인(Denny Revane)에게 협박당했다. 46번째 방으로 통하는 현관에 도달하면 사이먼은 영지의 성소에 접근할 수 있다. 그곳에는 고대 오린디아 성, 즉 오린다 아리에스의 원래 수도를 우연히 발견한 광산 작업의 잔해가 있다. 사이먼은 또한 46번째 방에 훔친 왕관이 있다는 것을 깨닫지만, 루비는 사파이어로 대체되어 "청사진 왕관(Crown of the Blueprints)"이 된다. 왕관과 다른 아이템을 사용하여 사이먼은 성의 왕좌실을 제도(drafting)함으로써 원래 오린다 아리에스 왕좌를 되찾아 자신을 동명의 "블루 프린스"로 만들 수 있다. 이후 그는 영지 원래 설계자 오라베이 남작 부인(Baroness Auravei)의 비밀 유언을 찾아낼 수 있다.

## 개발
블루 프린스는 주로 톤다 로스(Tonda Ros)가 개발했다. 개발 전 그는 친구들을 위해 매년 다른 임대 휴가 주택에서 모임을 자주 가졌으며, 1992년 보드 게임 '다락방의 보석(Jewels in the Attic)'의 아이디어를 바탕으로 집에 걸쳐 퍼즐 게임을 고안하는 데 시간을 보냈다. 그는 인디 게임: 더 무비 다큐멘터리에서 영감을 받아 간단한 개발 도구 세트로 완전한 게임을 만들 수 있다는 것을 알게 되었다. 곤 홈과 더 위트니스를 플레이한 후, 로스는 유니티 게임 엔진으로 아이디어를 시험해 보게 되었고, 개발이 원래 생각했던 것보다 쉽다는 것을 알게 되었다.
로스에게 블루 프린스의 주요 영감 중 하나는 크리스토퍼 맨슨의 Maze: Solve the World's Most Challenging Puzzle이었다. 이 책은 45개의 삽화 방을 특징으로 하며, 독자가 미로 입구에서 중앙까지 가장 짧은 경로를 찾아 다시 나오는 것을 요구했고, 처음 출판되었을 때 제한된 시간 내에 해결한 사람들에게 상금을 제공했다. 미로는 로스의 어린 시절에 흥미를 불러일으켰고, 그는 그것을 현대 1인칭 어드벤처 게임의 전신으로 여겼다. 로스는 온라인 미로 그룹을 통해 맨슨에게 연락하여 블루 프린스 내의 예술 작품과 퍼즐 중 하나를 개발하도록 의뢰할 수 있었다. 게임의 다른 퍼즐은 마틴 가드너와 레이먼드 스멀리언의 작품에서 영감을 받았다. 다른 "안락의자 미스터리" 책들도 로스의 블루 프린스 아이디어에 기여했는데, 여기에는 Kit Williams의 가면무도회가 포함된다. 블루 프린스에 영향을 준 또 다른 분야는 매직 더 개더링과 아그리콜라와 같이 플레이어가 무작위 풀에서 카드나 다른 토큰을 선택하는 드래프트를 특징으로 하는 카드 게임과 보드 게임이었다. 그는 퍼즐 해결을 젤다의 전설 게임이 퍼즐 해결을 위한 단서를 서로 다른 장소에 배치하지만, 플레이어가 모든 단서를 찾을 필요는 없는 방식과 유사하게 만들고 싶었다.
2016년경, 로스는 프로토타입 개발을 시작하여 6개월 정도만 투자할 생각이었지만, 아이디어가 구체화되면서 상업 개발 직장을 그만두고 게임에 집중하기로 결정했다. 그는 개인 저축과 자신이 운영하던 매직 더 개더링 웹사이트의 광고 수익을 사용하여 8년 동안 게임을 더 개발했다. 게임은 주로 1인 프로젝트로 개발되었지만, 로스는 아트 디렉터 다비데 펠리노(Davide Pellino)와 재즈 듀오 트리그 앤 거셋(Trigg & Gusset) 등 다른 사람들에게도 작업을 의뢰하여 게임의 분위기를 조성하는 데 도움을 받았다. 로스는 개발 2년 만에 펠리노를 영입하여 게임 프로토타입에 사용했던 기본 유니티 자산을 오리지널 아트로 대체했다. 로스는 이 작업이 6개월 걸릴 것이라고 생각했지만, 게임의 독특한 예술 스타일을 개발하는 데 3년이 걸렸다. 게임은 2021년에 완전히 플레이 가능해졌으며, 이후 로스는 개발 기간의 대부분을 게임 밸런스 조정, 퍼즐과 게임 구조에 대한 힌트가 여러 곳에 제시되도록 하는 것, 그리고 게임 내에서 플레이어가 찾을 수 있는 미스터리와 보조 지식을 확장하여 "우물을 넓히는" 데 보냈다.
로스는 원래 "유산(Bequest)"이라는 이름을 사용할 계획이었다. 그러나 개발 도중 그 이름의 게임이 스팀에 출시되었다. 따라서 로스는 다른 이름을 찾았다. 그는 결국 "청사진(blueprints)"이라는 단어 유희 때문에 블루 프린스로 결정했지만, 이는 게임 내 퍼즐의 주제가 되기도 했다. 로스는 "드래프팅(drafting)" 개념을 다의어로 사용한다. 이 용어는 무작위 세트에서 새로운 방을 선택하는 것과 건축 계획에서 청사진을 그리는 아이디어를 모두 의미한다.

## 평가
블루 프린스는 PC 및 Xbox Series X/S 버전에서 비평가들로부터 "극찬"을 받았으며, 플레이스테이션 5 버전은 리뷰 애그리게이터 웹사이트 메타크리틱에 따르면 "대체로 호의적인" 평가를 받았다. 출시 당시 메타크리틱 평균 점수 기준으로 2025년 최고 평점 게임이었다. 오픈크리틱은 비평가들의 95%가 이 게임을 추천한다고 밝혔다.
유로게이머의 별 다섯 개 리뷰에서 크리스티안 돈런(Christian Donlan)은 게임이 비밀을 숨기고 천천히 공개하는 점을 가장 인상적인 부분으로 꼽았다. "완전히 이해했다고 생각했던 것에서 숨겨진 측면을 발견하는 즐거움, 간단하다고 생각했던 것으로 돌아와서 전혀 간단하지 않다는 것을 깨닫는 즐거움이다." 폴리곤의 작가 매디 마이어스(Maddy Myers)는 색맹 지원이 부족하다는 점이 "큰 문제"라고 지적했다. 일부 퍼즐에서 색상에 대한 강조 때문에 특정 플레이어에게는 게임을 플레이할 수 없게 만들 수 있기 때문이다.